# Eröffnungsgrund
Nach § 16 Insolvenzordnung (InsO) wird ein Insolvenzverfahren nur eröffnet, wenn ein Eröffnungsgrund vorliegt. Die Eröffnungsgründe sind in den § 17 bis § 19 InsO definiert.
Dies sind
- Zahlungsunfähigkeit, § 17 InsO;
- drohende Zahlungsunfähigkeit (nur beim Eigenantrag), § 18 InsO;
- Überschuldung, § 19 InsO. Grundsätzlich ist die Überschuldung nur bei juristischen Personen ein Eröffnungsgrund, vergleiche jedoch § 19 Abs. 3 InsO, der etwa auch die GmbH & Co. KG erfasst.

Vereinfacht bedeutet Zahlungsunfähigkeit dabei, dass der Schuldner nicht in der Lage ist, aus seinen liquiden Mitteln die fälligen Verbindlichkeiten zu erfüllen und dieser Zustand voraussichtlich nicht nur vorübergehend ist, also mehr als nur einige Wochen bestehen wird. Dabei kann theoretisch das Vermögen des Schuldners seine Verbindlichkeiten weit übersteigen. In einem solchen Fall wird jedoch der Schuldner einen Kredit aufnehmen können. Durch eine so erfolgende Umschuldung wird im Ergebnis die Fälligkeit hinausgeschoben.
Die drohende Zahlungsunfähigkeit im Sinne des § 18 InsO löst nicht die Insolvenzantragspflicht etwa des § 64 GmbHG aus. Allerdings hat die Geschäftsführung dann penibel auf den Eintritt der Zahlungsunfähigkeit zu achten.
Überschuldung heißt, dass die gesamten (also nicht nur die fälligen) Verbindlichkeiten das Vermögen übersteigen. Problematisch ist die Bewertung des Vermögens, denn es ist zwischen Zerschlagungs- und Fortführungswerten zu unterscheiden, § 19 Abs. 2 InsO.
Nach einem Insolvenzantrag erlässt das Insolvenzgericht in der Regel zunächst einen Beschluss, durch den nicht bereits das Insolvenzverfahren eröffnet wird, sondern erst ein Sachverständiger unter anderem mit der Prüfung des Eröffnungsgrundes beauftragt wird. Mit diesem Auftrag wird häufig der vorläufige Insolvenzverwalter betraut. Dieser erstattet dem Insolvenzgericht in der Regel ein Gutachten darüber, ob 
- 1.	die Fortführung des Unternehmens möglich ist,
- 2.	ob unter Zugrundelegung des Ergebnisses zu 1. ein Eröffnungsgrund vorliegt,
- 3.	ob die Kosten des Insolvenzverfahrens aus der Insolvenzmasse (§ 35 InsO) gedeckt werden können.

## Wegfall des Eröffnungsgrundes
Der Eröffnungsgrund kann während der Prüfung des Sachverständigen entfallen, der Antragsteller kann dann seinen Antrag für erledigt erklären, § 4 InsO i. V. m. § 91a ZPO oder zurücknehmen, § 4 InsO i. V. m. § 269 ZPO. Im letzteren Fall trägt der Antragsteller stets die Kosten. Hat der Gläubiger seinen Antrag zurückgezogen, weil er vom Schuldner zur Vermeidung des Insolvenzverfahrens befriedigt wurde, droht dem Gläubiger im Fall eines etwaigen nächsten Verfahrens – etwa auf Betreiben eines anderen Gläubigers – die Gefahr der Insolvenzanfechtung.
Fällt der Eröffnungsgrund erst nach Eröffnung des Insolvenzverfahrens weg, kann das Verfahren nach §§ 212 f. InsO eingestellt werden. In diesem Fall wird der Eröffnungsantrag nicht etwa nachträglich abgewiesen.
Maßgeblicher Zeitpunkt für das Vorliegen des Eröffnungsgrundes ist die Entscheidung über die Eröffnung des Insolvenzverfahrens durch das Insolvenzgericht, so dass nach Erstellung des Sachverständigengutachtens durchaus noch Änderungen der Sach- und Rechtslage denkbar sind.